# Сент-Аман (Арьеж)
Сент-Ама́н (фр. Saint-Amans) — коммуна во Франции, находится в регионе Юг — Пиренеи. Департамент коммуны — Арьеж. Входит в состав кантона Западный Памье. Округ коммуны — Памье.
Код INSEE коммуны — 09255.

## Население
Население коммуны на 2008 год составляло 48 человек.
| 1962 | 1968 | 1975 | 1982 | 1990 | 1999 | 2008 |
| ---- | ---- | ---- | ---- | ---- | ---- | ---- |
| 69   | 70   | 66   | 54   | 50   | 48   | 48   |

## Экономика
В 2007 году среди 29 человек в трудоспособном возрасте (15—64 лет) 25 были экономически активными, 4 — неактивными (показатель активности — 86,2 %, в 1999 году было 80,0 %). Из 25 активных работали 22 человека (13 мужчин и 9 женщин), безработных было 3 (3 мужчины и 0 женщин). Среди 4 неактивных 0 человек было учащимися или студентами, 2 — пенсионерами, 2 были неактивными по другим причинам.